# Colt Police Positive Special
Colt Police Positive Special je americký revolver s hlavní obvykle 4", ale existují i varianty s jinými délkami hlavně. Válec revolveru má kapacitu 6 nábojů. Primárně byl určen pro policii.

## Konstrukce
Jedná se o dvojčinný (DA) revolver. Není vybaven manuální pojistkou, ale má vnitřní pojistku na principu převodní kulisy. Uzamčení válce je provedeno čepem zapadajícím do vybrání ve středu transportní růžice. Rám zbraně je střední velikosti a je vyroben z oceli.
Ve variantách Cobra a Agent byl rám vyráběn i z lehkých slitin a i v jiných rážích. 
Rukojeť byla původně z ořechového dřeva a u pozdějších modelů z pryže.

## Historie
Firma Colt vyráběla od konce 90. let 19. století mnoho revolverů podobné konstrukce v různých variantách ráží a velikostí. Za jeho předchůdce lze považovat revolver Police Positive, který měl méně výkonnou ráži .32 Colt a .38 Colt. Jeho konstrukce a vzhled byl základem i pro mnohé následující modely Colt.
Verze Colt Police Positive Special se stala velmi oblíbenou. K její popularitě přispěl jak vylepšený vnitřní mechanismus s převodní kulisou, tak ráže .38 Special, středně výkonný náboj považovaný v té době za dostatečně výkonný pro služební účely. Převodní kulisa zvýšila bezpečnost tím, že bránila výstřelu pokud nebyl kohout zcela natažen a stisknuta spoušť.
Revolver Colt Police Positive Special byl zaveden v policejních sborech. Vyráběl se do konce osmdesátých let. U varianty Colt Detective Special byla hlaveň zkrácena na dva palce. Tato verze používala u firmy Colt stejnou číselnou řadu jako Police Positive Special a spolu jich bylo vyrobeno asi 1,5 milionu kusů.